# Lisbon Falls (CDP)
Lisbon Falls ist ein Census-designated place (CDP) in der Town of Lisbon im Androscoggin County in Maine, Vereinigte Staaten. Lisbon Falls ist Teil der Metropolregion Lewiston-Auburn.

## Geschichte
Das Gebiet war ursprünglich von den Abenaki bewohnt, die die Wasserfälle Anmecangin nannten, was „viel Fisch“ bedeutet. Ursprünglich gehörte das Gebiet zur Little River Plantation. Ein Teil davon wurde 1799 als Thompsonborough inkorporiert und 1802 in Anlehnung an Lissabon in Portugal in Lisbon umbenannt. 1806 wurde der Rest der Little River Plantation eingemeindet. Dank der Wasserkraft des Androscoggin River entwickelte sich Lisbon Falls zu einer Mühlenstadt. 
Seit 1861 führt die Bahnstrecke Brunswick–Farmington durch Lisbon Falls, die seit 1933 ausschließlich im Güterverkehr genutzt wird.
Die 1864 gegründete Worumbo Mill war lange Zeit die wichtigste Textilfabrik des Ortes, berühmt für ihre Wollstoffe aus Vikunja-Wolle. Sie brannte 1987 ab. Die Stadt war außerdem Standort einer Gipsmühle, die 2009 geschlossen wurde.
Lisbon Falls ist bekannt für das jährlich stattfindende „Moxie Days“-Fest zu Ehren des Moxie-Erfrischungsgetränks. Über viele Jahre war der Mittelpunkt der Feierlichkeiten die Kennebec Fruit Company, ein Traditionsladen von Frank Anicetti. Seit 2017 befindet sich dort „Frank’s Restaurant & Pub“.

## Geografie
Lisbon Falls liegt am Androscoggin River und am Little River. Die Fläche des CDP beträgt 10,02 km², davon 9,53 km² Land und 0,49 km² Wasser.

## Klima
Das Klima ist kontinental mit warmen bis heißen Sommern und kalten Wintern (Köppen-Klassifikation „Dfb“).

## Persönlichkeiten
- Stephen King (* 1947), Bestsellerautor

## Medien
Stephen King besuchte die Lisbon Falls High School und nutzte den Ort mehrfach als Vorbild für fiktive Schauplätze seiner Romane. Außerdem erwähnte die Stadt auch mehrfach in seinen Romanen, zum Beispiel in Der Anschlag.